# Micrurus steindachneri
Espèce
Synonymes
- Elaps steindachneri Werner, 1901

Micrurus steindachneri est une espèce de serpents de la famille des Elapidae. 

## Répartition
Cette espèce se rencontre dans l'est de l'Équateur et au Pérou. Elle se rencontre sur le versant Est des Andes.

## Description
L'holotype de Micrurus steindachneri mesure 800 mm dont 112 mm pour la queue. C'est un serpent venimeux.

## Liste des sous-espèces
Selon The Reptile Database (18 février 2014) :
- Micrurus steindachneri steindachneri (Werner, 1901)
- Micrurus steindachneri orcesi Roze, 1967

## Étymologie
Cette espèce est nommée en l'honneur de Franz Steindachner. La sous-espèce Micrurus steindachneri orcesi est nommée en l'honneur de Gustavo Edmundo Orcés Villagómez

## Publications originales
- Roze, 1967 : A check list of the New World venomous coral snakes (Elapidae), with descriptions of new forms. American Museum Novitates, no 2287, p. 1-60 (texte intégral).
- Werner, 1901 : Über reptilien und batrachier aus Ecuador und Neu-Guinea. Verhandlungen der kaiserlich-königlichen zoologisch-botanischen Gesellschaft in Wien, vol. 51, p. 593-614 (texte intégral).